# Jan Klapáč
Jan Klapáč (* 27. Februar 1941 in Prag) ist ein ehemaliger tschechoslowakischer Eishockeynationalspieler, der 14 Jahre für ASD Dukla Jihlava in der höchsten Spielklasse der Tschechoslowakei, der 1. Liga, spielte und mit der Auswahlmannschaft der ČSSR 1972 Weltmeister wurde sowie jeweils eine Silber- und eine Bronzemedaille bei Olympischen Winterspielen gewann.

## Karriere
Jan Klapáč begann seine Karriere bei Dynamo Karlovy Vary und debütierte im Alter von 16 Jahren für Dynamo in der höchsten Spielklasse der ČSSR. 1961 wechselte er aufgrund seines Militärdienstes zum ASD Dukla Jihlava und spielte bis 1975 für diesen Verein in der höchsten Spielklasse der ČSSR. Mit Dukla wurde er Tschechoslowakischer Serienmeister, bevor er Mitte der 1970er Jahre zum TJ Škoda Plzeň wechselte. Insgesamt erzielte er in 453 Ligaspielen 185 Tore.
Mit der tschechoslowakischen Nationalmannschaft nahm Klapáč zwischen 1964 und 1973 an fast allen internationalen Turnieren teil und gewann 1968 bei den Olympischen Winterspielen die Silbermedaille, die gleichzeitig als Vize-Weltmeistertitel gilt. Vier Jahre später, bei der Weltmeisterschaft 1972, wurde er mit der Nationalmannschaft Weltmeister. Dabei erzielte er in 10 WM-Spielen neun Tore und sechs Assists. 
Sowohl bei Dukla Jihlava, als auch in der Nationalmannschaft spielte er meist zusammen mit den Brüdern Jaroslav und Jiří Holík in einer Reihe. Insgesamt erzielte Jan Klapáč in 110 Länderspielen 56 Tore für die ČSSR.
Jan Klapáč ist der Großvater mütterlicherseits der Skirennläuferin und Snowboarderin Ester Ledecká, ihres Bruders Jonáš Ledecký, Künstler, Comic-Designer und Musiker, sowie Schwiegervater des Popmusikers Janek Ledecký.

## Erfolge und Auszeichnungen
- Tschechoslowakischer Meister 1967, 1968, 1969, 1970, 1971, 1972 und 1974
- Gewinn der Silbermedaille bei den Olympischen Winterspielen 1968
- Gewinn der Bronzemedaille bei den Olympischen Winterspielen 1964
- Gewinn der Goldmedaille bei der Weltmeisterschaft 1972
- Gewinn der Silbermedaille bei der Weltmeisterschaft 1965, 1966, 1968
- Gewinn der Bronzemedaille bei der Weltmeisterschaft 1964, 1969, 1970 und 1973
- Topscorer der Saison 1964/65
- Toptorjäger der Saison 1965/66